# Kedungdung (plaats)
Kedungdung is een bestuurslaag in het regentschap Sampang van de provincie Oost-Java, Indonesië. Kedungdung telt 3619 inwoners (volkstelling 2010).